# メサビ鉄山
座標: 北緯47度30分36秒 西経93度37分48秒 / 北緯47.51000度 西経93.63000度

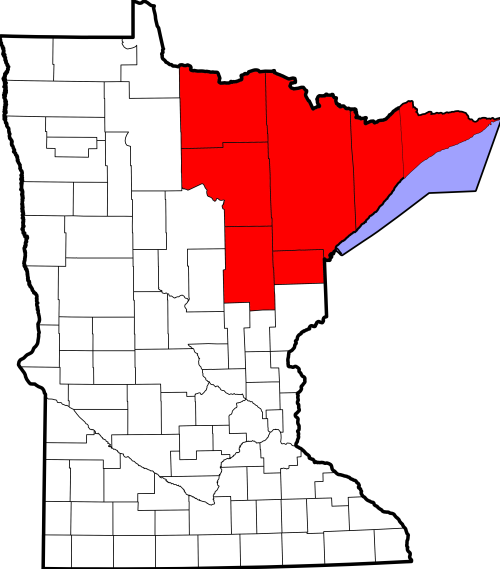
ミネソタ州北東部、アイアン・レンジの位置。メサビ鉄山はアイアン・レンジの西部に位置している。

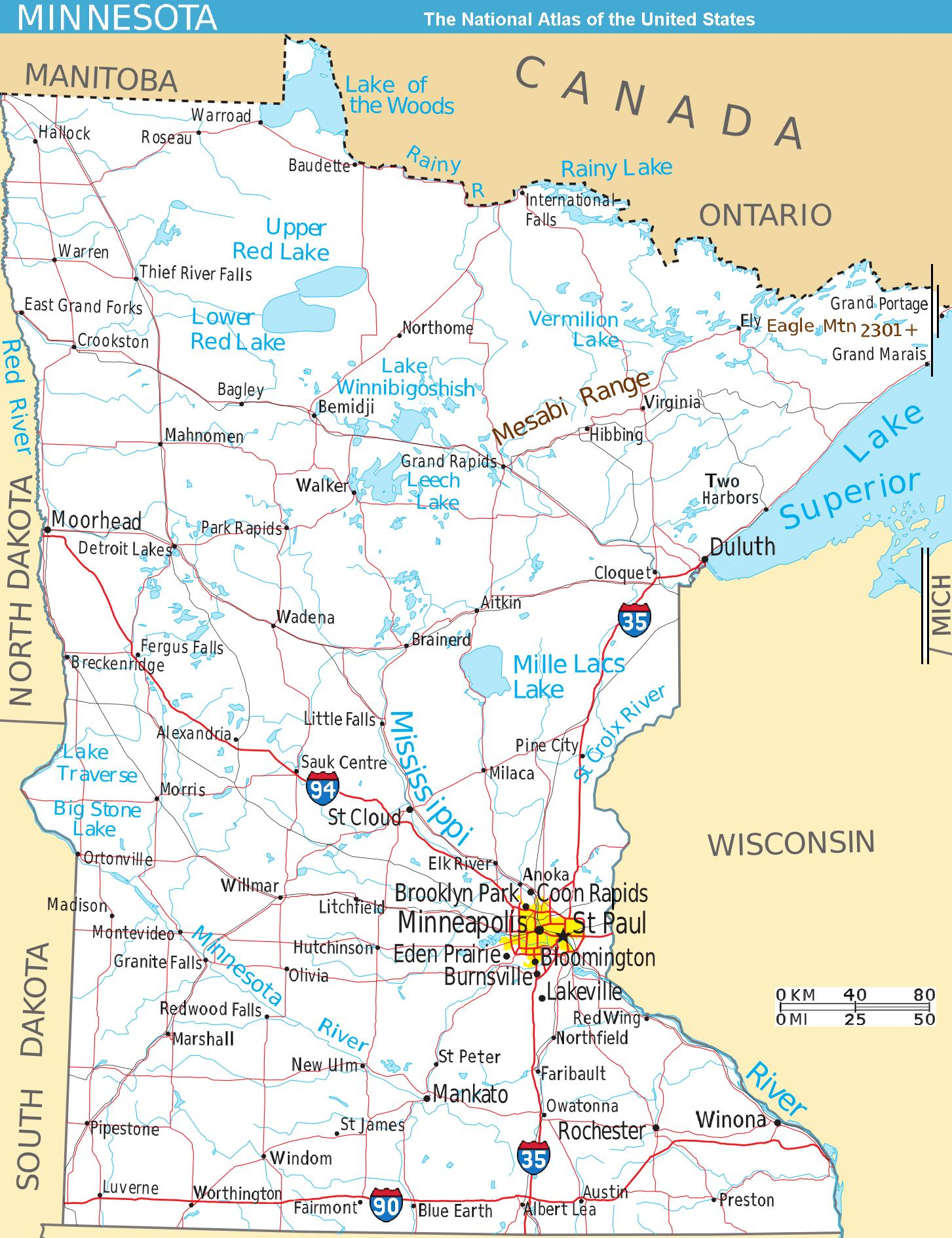
地図のとおり、メサビレンジはミネソタ州グランドラピッズから同州バージニアにかけて存在する

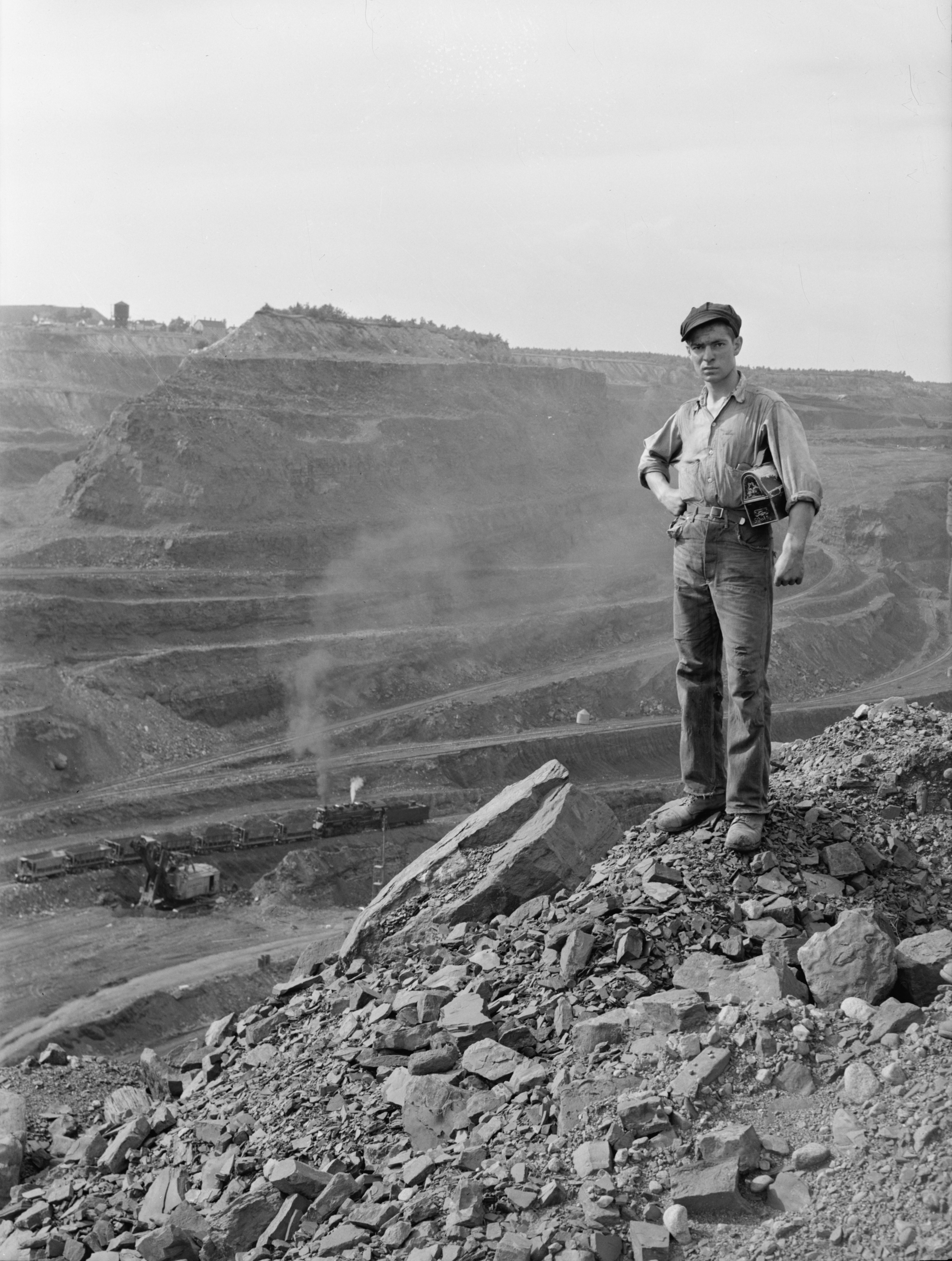
ヒュール・ラスト・マホニング露天掘り鉄山

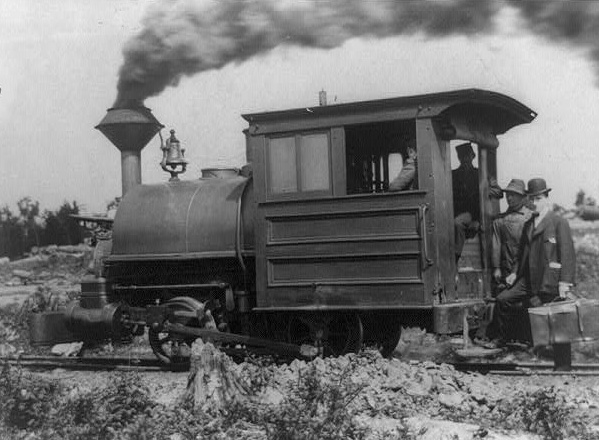
鉱山鉄道のポーター製蒸気機関車

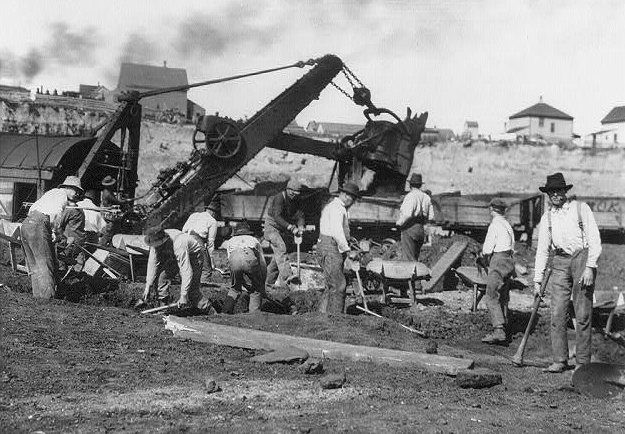
露天掘りする労働者とスチームクレーン

メサビ鉄山（メサビてつざん、Mesabi Iron Range）は、アメリカ合衆国ミネソタ州北東部に広がる鉄鉱石の鉱山帯。1887年、レオニダス・メリット兄弟によって発見された。周辺の3つの鉱山帯、バーミリオン鉄山（Vermilion Range）、ガンフリント鉄山（Gunflint Range）、クユナ鉄山（Cuyuna Range）と合わせて、アイアン・レンジと呼ばれる鉱山帯群のうち最大のものである。メサビ鉄山はアイアン・レンジの西側に位置し、イタスカ郡とセントルイス郡にまたがっている。
メサビ鉄山はアメリカ合衆国における鉄鉱石の主産地となっており、ブラジルにある世界最大のカラジャス鉄山には及ばないものの、ロシアのウラル山脈南部にあるマグニトゴルスク鉄山などと並び世界有数の埋蔵量を誇る。その規模は、第二次大戦勃発による、米国ならびに連合国の急激な兵器特需にも充分に応え得るものであった。また、純度が低いが大量に採掘することのできるタコナイトの生産でも有名である。 20世紀中盤までは活発に採掘が行なわれていたが、鉄鋼の世界的な需要減と、最盛期に比べ純度の高い鉱石が減少したこともあり、1970年代に入ると一旦は衰退した。しかし21世紀に入り、中華人民共和国での鉄鋼需要が高まると、同国に輸出するタコナイトの需要が増加し、それに伴ってメサビ鉄山も息を吹き返した。
メサビ（Mesabi）は、MissabeまたはMesabaとも綴られることがある。

## 成因
メサビ鉄山の鉄鉱床は約20億年前、先カンブリア時代中期に形成されたものである。この時期に起こった大規模な侵食により、それまでの20億年間に形成された山地は平坦化した。この侵食活動によって、新たにできた海域に鉄や二酸化ケイ素が溶出した。新たにできた海域に繁殖した海産藻類は海水中の酸素の濃度を増し、海域に流入してきた鉄分と合わさって、水酸化鉄などの形で鉄分を多く含んだ沈殿物を後世のミネソタ州北部に相当する海底に堆積させた。こうしてメサビ鉄山の鉄鉱床は形成された。

## 鉄鉱石の採掘と運搬
メサビ鉄山における採掘は坑道掘り、露天掘りの両方で行なわれている。セントルイス郡西部に位置するヒビングには、鉄鉱石の露天掘りとしては世界最大のものであるヒュール・ラスト・マホニング露天掘り鉄鉱（Hull-Rust-Mahoning Open Pit Iron Mine）がある。1895年に採掘を開始したこの鉄鉱は1966年に国の史跡に指定され、現在でも操業が行なわれている。
ヒビングのほかにも、周辺にはバージニア（Virginia）、マウンテンアイアン（Mountain Iron）、エベレス（Eveleth）などの鉱業都市が点在している。
メサビ鉄山で採掘された鉄鉱石はまず鉄道でアイアン・レンジ地域の中心都市であり、スペリオル湖の港湾都市であるダルースに送られる。ダルースに運び込まれた鉄鉱石は船積みされ、五大湖・セントローレンス海路、および同水路につながる運河を経て国内外へと送られる。

## 跡地の再利用
一方、メサビ鉄山では使われなくなった露天掘りの採掘場跡も多く見られる。こうした採掘場跡は放置されるものもあるが、再開発の予定が立っているところも少なくない。例えばバージニア・パイロット（Virginia Pilot）は、採掘場跡の近隣に低・中所得者層用の住宅地として再開発する計画を立てている。この周辺は地下水面が高いため、ポンプが止まれば採掘場跡には水が溜まる。
また、採掘場の跡地を公園にし、観光客の呼びこみを図っているところもある。カルメット（Calumet）にあるヒル・アネックス採掘場跡（Hill-Annex Mine）は現在では州立公園になっており、見学者が鉄鉱石の採掘について学ぶことのできる博物館としての役割を果たしている。同園では、採掘場跡をめぐるガイドツアーが行なわれており、元坑夫がガイドを務めている。

## ポップ・カルチャーの中のメサビ鉄山
メサビ鉄山は2005年に公開された映画「スタンドアップ」（原題: North Country）の舞台にもなった。ニキ・カーロ監督、シャーリーズ・セロン主演のこの映画は、1988年に実際にエベレスで起こったセクシャルハラスメント事件、ジェンソン対エベレス・タコナイト会社（Jenson v. Eveleth Taconite Co.）の裁判を基にしたものであった。同映画は1,830万ドルの興行を稼ぎ、その年のアカデミー賞で2部門（主演女優賞、助演女優賞）にノミネートされた。